# Meteorium papillarioides
Meteorium papillarioides är en bladmossart som beskrevs av Noguchi 1937. Meteorium papillarioides ingår i släktet Meteorium och familjen Meteoriaceae. Inga underarter finns listade i Catalogue of Life.